# ISRO 유인 우주선

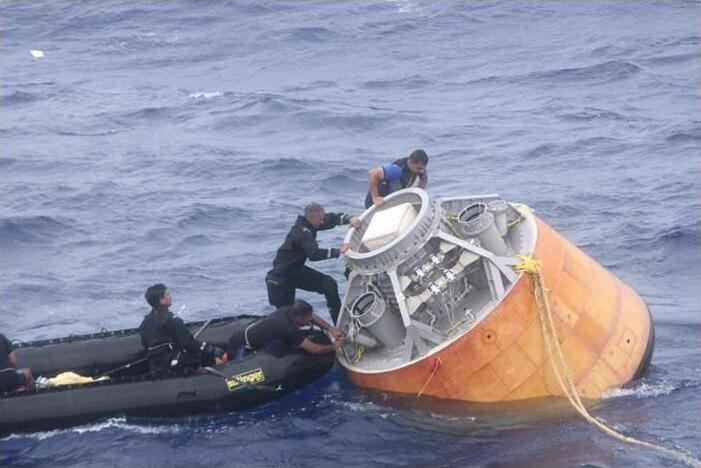
2014년 바다에서 회수중인 ISRO 유인 우주선

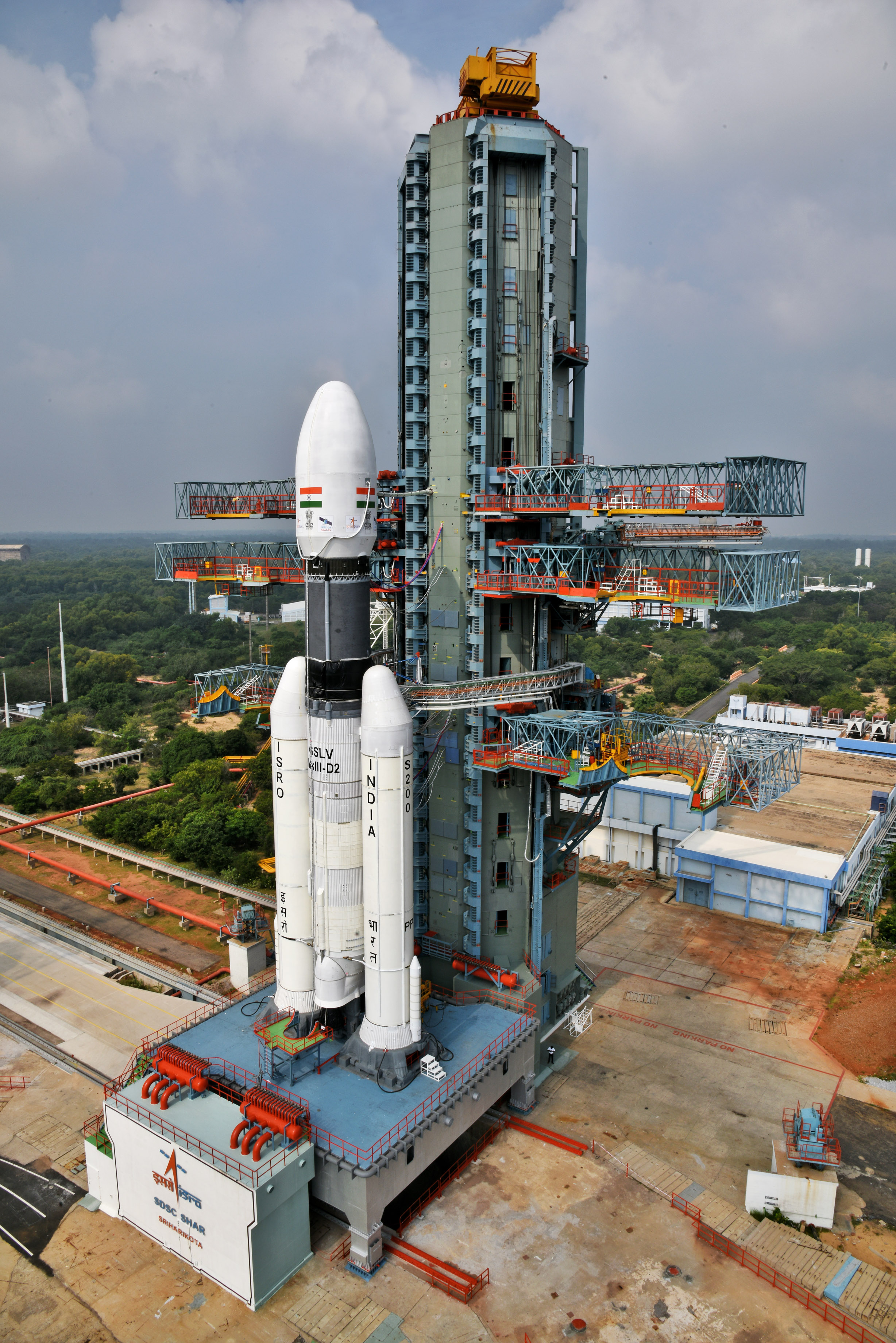
GSLV-III 로켓

ISRO 유인 우주선은 인도 ISRO에서 개발중인 유인 우주선이다.

## 역사
2006년에 개발이 시작되었으며, 2022년 무인 우주선으로 시험발사를 하고, 2023년 유인 발사를 할 계획이다.
GSLV-III 로켓으로 발사 후 16분 이내에 3명을 태운 우주선이 지구 상공 300∼400km 궤도에 진입하여, 5~7일간 임무를 수행한 뒤 지구로 돌아와 아라비아해에 낙하할 것이다. 무게 7톤, 지름 3.4m이며, 개발비는 14억달러(약 1조5천600억원)로 정했다.
지금까지 유인우주선 개발에 성공한 나라는 미국, 러시아, 중국 등 세 나라에 불과하다.
1961년 4월 12일, 유리 가가린(27세, 공군 소령)이 무게 4,725 kg의 보스토크 1호를 타고 세계 최초, 소련 최초의 유인 우주비행을 했다. 무게 280톤의 보스토크 로켓으로 바이코누르 우주 기지에서 발사되었다.
1961년 5월 5일, 앨런 셰퍼드(37세, 해군 중령)가 무게 1,830 kg의 머큐리-레드스톤 3호를 타고 미국 최초의 유인 우주비행을 했다. 무게 30톤의 머큐리-레드스톤 로켓으로 케이프커내버럴 공군 기지에서 발사되었다.
2003년 10월 15일, 양리웨이(38세, 공군 중령)가 무게 7,790 kg의 선저우 5호를 타고 중국 최초의 유인 우주비행을 했다. 무게 464톤의 창정 2F 로켓으로 주취안 위성발사센터에서 발사되었다.
2023년, 인도인이 무게 7톤의 ISRO 유인 우주선을 타고 인도 최초의 유인 우주비행을 할 계획이다. 무게 644톤의 GSLV-III 로켓으로 사티시 다완 우주 센터에서 발사될 것이다.